# Acetanilidă
Acetanilida (în trecut, cu denumirea comercială Antifebrin) este o anilidă, un derivat acetilat al anilinei. Este un compus solid, alb și inodor, cu proprietăți analgezice și antipiretice.

## Obținere
Acetanilida se poate obține în urma reacției dintre anilină și un agent de acilare, precum anhidrida acetică:
{\displaystyle {\ce {C6H5NH2 + (CH3CO)2O -> C6H5NHCOCH3 + CH3COOH}}}
Această metodă de preparare este un experiment clasic utilizat în chimia organică introductivă.

## Utilizări medicale
Acetanilida a fost primul derivat de anilină despre care s-a descoperit că are proprietăți analgezice și antipiretice, fiind astfel introdusă pentru uz medical sub denumirea de Antifebrin de către A. Cahn și P. Hepp în anul 1886. Totuși, în timp s-a concluzionat că prezintă o toxicitate ridicată, în special un risc crescut de inducere a cianozei datorită methemoglobinemiei și insuficiență hepatică. Astfel, cercetările s-au orientat pe dezvoltarea unor derivați de anilină mai puțin toxici, ajungându-se la fenacetină. În anul 1948 s-a ajuns la concluzia că acetanilida este metabolizată majoritar la paracetamol în organismul uman, acesta fiind metabolitul responsabil de proprietățile analgezice și antipiretice. Astăzi, doar paracetamolul mai este utilizat, iar acetanilida și fenacetina sunt retrase din uz.